# Uzlazna aorta
Uzlazna aorta je dio aorte dug oko 5 cm i polazi od gornjeg dijela baze 
lijeve klijetke srca u razini donjeg ruba treće hrskavice iza lijeve polovice prsne kosti (lat. 
sternum). Uzlazna aorta se nastavlja u luk aorte.

## Odnosi
Ispred uzlazne aorte nalazi se plućna arterija i desna aurikula, dok malo više aortu 
dijeli od prsne kosti perikard, desna pleura i desni prednji rub desnog pluća,i 
ostaci timusa. Odostraga leži na lijevoj pretklijetci i desnoj plućnoj arteriji. 
S desne strane nalazi se gornja šuplja vena i desna pretklijetka, a s lijeve plućna arterija.

## Ogranci
Jedine grane uzlazne aorte su koronarne arterije koje snadbijevaju srce krvlju. Odvajaju se odmah iznad rubova semilunarnih zalistaka.

## Vanjske poveznice
- (hrv.) Uzlazna aorta  Arhivirana inačica izvorne stranice od 19. lipnja 2012. (Wayback Machine)